# 喀琅施塔得區

喀琅施塔得區在聖彼得堡的位置

喀琅施塔得區（羅馬化：Kronshtadtsky rayon；又稱王冠城區）是俄羅斯城市聖彼得堡的一個區。據2010年俄羅斯人口普查，喀琅施塔得區有人口43,005人，與2002年的43,385人相比有所減少。